# Rodney Pattisson
Rodney Stuart Pattisson (Campbeltown, 5 agosto 1943) è un ex velista britannico.

## Palmarès

### Giochi olimpici
- 3 medaglie:
  - 2 ori (Flying Dutchman a Città del Messico 1968, Flying Dutchman a Monaco di Baviera 1972)
  - 1 argento (Flying Dutchman a Montréal 1976)

### Mondiali Flying Dutchman
- 3 medaglie:
  - 3 ori (Napoli 1969, Adelaide 1970, La Rochelle 1971)